# Marcus Caecilius Donatianus
Marcus Caecilius Donatianus war ein im 2. und 3. Jahrhundert n. Chr. lebender Angehöriger des römischen Ritterstandes (Eques).
Donatianus ließ eine Inschrift errichten, die beim Kastell Magnis gefunden wurde und die auf 197/217 datiert wird. Laut der Inschrift war er ein Tribun, der auf dem Posten eines Präfekten diente. Der Name der Einheit, die er kommandierte, ist in der Inschrift aber nicht angegeben. Es ist umstritten, ob er Kommandeur der Cohors I Hamiorum war, die zu diesem Zeitpunkt in der Provinz Britannia stationiert war.